# Calodipoena biangulata
Calodipoena biangulata là một loài nhện trong họ Mysmenidae.
Loài này thuộc chi Calodipoena. Calodipoena biangulata được miêu tả năm 2008 bởi Lin & S. Q. Li.